# L'Officiel México
L'Officiel México (pronunciación francesa: [lɔfisjɛl]) (2014-2022) fue la edición mexicana de la revista francesa L'Officiel de la couture et de la mode de Paris (la cual se publicaba desde 1921). Estuvo dirigida a mujeres de ingresos medios-altos, de 25-49 a años de edad. Tuvo una circulación en México de 35,000 ejemplares por edición. Se publicaban 10 ediciones al año, de forma mensual, excepto por las ediciones bimestrales diciembre/enero y julio/agosto.
L'Officiel México cubría temas de moda y estilo de vida. Fue lanzada en marzo de 2014 y cerró en 2022. Mostraba lo último de las tendencias en moda y lujo internacional y nacional. Sus principales secciones eran Moda, Belleza, Joyería y Cultura. En sus portadas aparecieron modelos como Elisa Sednaoui o Caroline de Maigret.
En México formaba parte de la extinta editorial Global Com Group y a nivel internacional, de Jalou Media Group, editorial francesa también desaparecida que publicaba L'Officiel, L'Officiel Hommes, L'Officiel Art, entre otros títulos.

## Secciones
- Mode.
- Style.
- Bijoux.
- Beauté.
- La vie.